# عبدالعزیز احنفوف
عبدالعزیز احنفوف (انگلیسی: Abdelaziz Ahanfouf؛ زادهٔ ۱۴ ژانویهٔ ۱۹۷۸) بازیکن فوتبال اهل مراکش بود.
از باشگاه‌هایی که در آن بازی کرده‌است می‌توان به باشگاه فوتبال ماینتس ۰۵، باشگاه فوتبال هانزا روستوک، باشگاه فوتبال آرمینیا بیله‌فلد، باشگاه فوتبال دویسبورگ، باشگاه فوتبال دارمشتات ۹۸، باشگاه فوتبال اشتوتگارت، و باشگاه فوتبال دینامو درسدن اشاره کرد.
وی همچنین در تیم ملی فوتبال مراکش بازی کرده‌است.